# 綠黨Greens Japan
绿党Greens Japan（日语：緑の党グリーンズジャパン），成立于2012年7月28日，前身是绿之未来（みどりの未来），為日本中间偏左的一个環境保護政黨，同時也是全球綠黨運動中與生態日本同為日本代表綠黨。目前雖未成功進入日本國會，但是已在若干地方議會擁有席次。

## 成立
日本的綠黨可追溯到1983年河西善治參考德國綠黨後組成「東京綠派」，1989年訴求環保和女性主義的「地球俱樂部」成立和由作家今敏敏等反核人士組成的「不要核電的人們」，但這些政治組織皆較不為一般民眾所知。
1992年為進軍參議員選舉，第四國際的太田龍號召「綠色生命網絡」與「地球俱樂部」以及「不要核電的人們」組成環境政黨「希望」，由歌手加藤登紀子的丈夫藤本敏夫出任黨主席並參選，但是最後並未成功當選。
2005年訴求環境保護政黨成立的「綠色圓桌」成立之後，與地方議員聯合網「彩虹與綠色」於2008年底正式成立綠之未來。
由於成立之前綠色圓桌與彩虹與綠色已經數次參與全球性綠黨活動，因此成立之後便為亞太綠人聯盟成員之一。一開始綠之未來累積數百個家庭主婦參政經驗，後來順利當選一席；目前日本多個地方議會綠之未來佔有席次，稻村和美於2010年在兵庫縣尼崎市以壓倒性票數當選市長，是綠之未來一大進展。
2012年7月底正式登記成為政黨，目標是在2013年派出約5至8位候選人參與議會選舉。
該黨在啟動時的兩項核心政策是減少並最終終止日本的核能發電，以及反對該國加入跨太平洋夥伴關係協定（TPP）。

## 外部連結
- 日本綠黨官網 （页面存档备份，存于）
- 目前綠之未來議員列表 （页面存档备份，存于）
- 綠之未來介紹(英文、繁體中文、日文) （页面存档备份，存于）
- 日本綠黨建黨，能進入國會嗎？